# 望月氏擬鯥
望月氏拟鯥，是发光鲷科擬鯥屬一种，分布于太平洋西部海域。模式产地为台湾屏东县东港镇沿海，种加词源自日本千葉縣立中央博物館研究员望月賢二的姓氏，以纪念其对发光鲷研究的贡献，他也是第一个记录本种标本的人，最初鉴定为棘尖牙鱸（Synagrops spinosus）。

## 形态特征
体长98-166毫米。体细长，头背轻微隆起。第一背鳍和臀鳍第二鳍棘的前缘为锯齿状。胸鳍具有15—18条鳍条，其长度是体长的22.5—25.0%。鳃耙14—17。伪鳃鳃丝29—31。臀鳍第一鳍担骨长直，纤细，尖，顶端不中空。犁骨三角形，前部有2—3行颗粒状牙齿，后部有1或2颗长牙。外翼骨有3或4行颗粒状齿。眼径为体长的11—13%；头长为体长的37—40%；背鳍前距为体长的39.5—42.5%。前鳃盖骨具有一条纵向脊，有时有一根棘。耳石中度延长，长与高之比为1.7。